# Murex (entreprise)
Pour les articles homonymes, voir Murex.
Murex est un éditeur de logiciels fondé en 1986 offrant des produits pour les activités de trading, de trésorerie, de risque et de traitement des transactions pour les acteurs des marchés financiers.

## Histoire
Murex a été fondé en 1986 à Paris par Laurent Néel et Salim Eddé, rejoints rapidement par les trois frères de Salim ainsi que son beau-frère. L’entreprise a connu une croissance organique et emploie aujourd’hui dans le monde plus de 2 200 personnes représentant de multiples nationalités.
En 2013 National Australia Bank met en place MX.3 pour gérer son activité de trading de change, du front au back-office, à Melbourne. Le déploiement se poursuit ensuite par phases pour couvrir toutes les opérations internationales.
En 2014, la banque singapourienne DBS adopte la plateforme MX.3 pour ses activités de gestion des risques. 
UBS annonce avoir choisi le logiciel de Murex pour remplacer une grande part de sa plateforme de trading fixed income (enregistrement des transactions, valorisation et gestion du risque). À l’époque, la décision est considérée comme un changement technologique majeur de la part d’un prêteur important, motivé par la nécessité de réduire les coûts et de substituer une solution standardisée à ses multiples systèmes.
Murex s’associe à Tullet Prebon pour utiliser les données de TPI pour la validation de ses modèles de valorisation internes.
China Merchants Bank utilise la plateforme de trading MX.3 de Murex afin d’améliorer la technologie de ses activités à Shenzhen et à Shanghai, après être devenu l'un des premiers établissements financiers chinois à rejoindre le consortium blockchain R3.
Murex participe au projet pilote de Teen Turn Dublin, initiative visant à créer un pipeline de talents pour les femmes travaillant dans les domaines des sciences, de la technologie, de l’ingénierie et des mathématiques (STIM).
Murex annonce son partenariat avec l’éditeur de logiciels Microsoft, permettant à sa plateforme MX.3 d’être déployée sur le cloud et d’être certifiée sur Microsoft Azure.
ATB Financial démarre la première phase du transfert de son infrastructure et de la gestion de ses applications dans le cloud avec la mise en place de la solution Software-as-a-Service (SaaS) MX.3 de Murex en août 2017.
En 2017, Murex collabore avec Amazon Web Services (AWS) afin de porter MX.3 sur la plateforme cloud d’Amazon. « MX.3 on the cloud » peut être utilisée comme environnement de développement et de test, de production, de « disaster recovery » et pour accéder à des services proposés sur le cloud.
En 2018, Nationwide Building Society a mis en service la solution MX.3 afin de remplacer le système existant et diversifier ses sources de financement, revoir sa tarification et renforcer les contrôles de collateral, de risques et de liquidités. Murex et Sapient Global Markets ont collaboré ensemble pour implémenter des tests d’automatisation et ainsi accélérer le déploiement.
Banca IMI, banque italienne, filiale du groupe Intesa Sanpaolo, a migré ses activités de dérivés actions sur la plateforme MX.3 dans le cadre d’une mise à niveau technologique de son activité de marchés de capitaux.
Bankdata, prestataire informatique bancaire danois, a annoncé l'extension de l'utilisation de MX.3 à l’ensemble de ses clients bancaires, la plateforme ayant été initialement déployée pour Jyske Bank et Sydbank. MX.3 remplace les systèmes existants et couvre l'ensemble du cycle de vie des transactions, centralise les calculs de risque, le trading et les données de paiements avec des traitements en temps réel.
The Depository Trust & Clearing Corporation (DTCC) s'est associé à Murex afin d’apporter une solution aux obligations de reporting réglementaires dans le cadre de la régulation SFTR - Securities Financing Transactions Regulation. La solution SFTR de Murex sera reliée au référentiel central de DTCC (Global Trade Repository) afin de simplifier le reporting règlementaire et de réduire les coûts de mise en œuvre.
En 2019, Banorte, deuxième plus grande banque d'investissement mexicaine, a annoncé qu'elle étendrait son utilisation de MX.3 pour certaines de ses principales fonctions de risques et de compliance. MX.3 permettra à Banorte d’automatiser et de numériser ses opérations, y compris le risque de contrepartie, l’ajustement de valorisation des dérivés (XVA) et la gestion des garanties.
En 2019, Ping An Bank, banque commerciale par actions chinoise, a adopté la plateforme MX.3 de Murex pour l’ensemble de ses solutions sur les marchés des capitaux. Son objectif était de combiner ses activités front et back office sur une même plateforme, facilitant ainsi son expansion dans de nouveaux domaines.
En 2020, la banque thaïlandaise Krungsri (Bank of Ayudhya) s’équipe de la plateforme MX.3 de Murex afin de simplifier son infrastructure informatique existante et améliorer la transparence liée aux exigences de reporting réglementaires.
En 2020, Murex permet la première transaction à un jour de swap de taux indexé sur la base du nouveau taux interbancaire de référence thaïlandais (THOR) pour KBank.
Dans le cadre de la transition Libor, réforme mondiale pour le calcul de nouveaux taux de référence interbancaires, Murex travaille en étroite collaboration avec ses clients afin de préparer leurs systèmes informatiques.

## Activité
Outre le bureau principal de Paris, Murex compte 17 bureaux à travers le monde dans des villes comme New York, Londres, Dublin, Hong Kong, Beyrouth, Sydney et Singapour. Les clients de Murex se trouvent dans 70 pays. La plateforme de Murex, MX.3, est utilisée entre autres par les banques, les gestionnaires d'actifs, les fonds de pension et les compagnies d'assurance,. Parmi ses clients figurent UBS, Banque nationale du Canada, Bank of China, OCBC Bank, China Merchants Bank, the National Bank of Kuwait et ATB Financial. 
M. Maroun Eddé est l’actuel président-directeur général du groupe,. 
Dans le classement Truffle 100 de 2022, Murex se classe en troisième position des éditeurs de logiciels français, avec un chiffre d'affaires annoncé de 711 millions d'euros.
Murex rejoint le Top 5 du classement Glassdoor des meilleurs employeurs en France en 2020 et 2021.

## Affaire des Panama Papers
Salim Eddé, l'un des fondateurs de la société, est cité dans les Panama Papers. Il a créé une société aux Îles Vierges britanniques afin d'acquérir des parts de la filiale luxembourgeoise de Murex.